# 科恒股份
江門市科恒實業股份有限公司，簡稱江門市科恒實業股份、江門市科恒實業，以及科恒實業（英語：Jiangmen Kanhoo Industry Co.,Ltd.，深交所：300340），於1994年由萬國江（董事長）創立前身為「江门市联星科恒助剂厂」（後來在2000年更名為「江门市科恒实业有限责任公司」）。
總部位於广东省江门市滘头工业园滘兴南路22号。業務在國內从事稀土发光材料制造，據招股書資料，招股價為48元人民幣，發行新股為1250萬股，而集資額為6億元人民幣，股份則在2012年7月26日於深交所創業板上市。

## 連結
- keheng.com.cn （页面存档备份，存于）